# God of Love
God of Love è il sesto album in studio dei Bad Brains, pubblicato nel 1995 dalla Maverick Records.

## Tracce
1. Cool Mountaineer – 3:23
2. Justice Keepers – 3:14
3. Long Time – 4:46
4. Rights of a Child – 4:28
5. God of Love – 2:42
6. Overs the Water – 4:24
7. Tongue Tee Tie – 2:52
8. Darling I Need You – 2:35
9. To the Heavens – 4:24
10. Thank Jah – 3:34
11. Big Fun – 5:11
12. How I Love Thee – 6:20

## Formazione
- H.R. - voce
- Dr. Know - chitarra
- Darryl Jenifer - basso
- Earl Hudson - batteria